# Temertas Zhussupov
Temertas Zhussupov (15 gennaio 1988) è un pugile kazako.

## Palmarès
- Campionati asiatici

Amman 2013: oro nei pesi mosca leggeri.